# Timrå distrikt
Timrå distrikt är ett distrikt i Timrå kommun och Västernorrlands län. Distriktet ligger omkring Timrå i östra Medelpad. 

## Tidigare administrativ tillhörighet
Distriktet inrättades 2016 och utgörs av området som Timrå köping omfattade till 1971, området som före 1947 utgjorde Timrå socken.
Området motsvarar den omfattning Timrå församling hade 1999/2000.

## Tätorter och småorter
I Timrå distrikt finns tre tätorter och en småort.

### Tätorter
- Bergeforsen
- Laggarberg
- Timrå

### Småorter
- Laggarberg östra